# Sigurd Monssen
Sigurd Synnestvedt Monssen, född 10 oktober 1902 i Bergen, död 7 november 1990 i Bergen, var en norsk roddare.
Monssen blev olympisk bronsmedaljör i åtta med styrman vid sommarspelen 1948 i London.